# Frank Murkowski
Francis Hughes Murkowski (Seattle, 28 de março de 1933) é um político dos Estados Unidos. Murkowski foi governador do Alasca entre 2002 e 2006, e pertence ao Partido Republicano. Foi senador até 2002, quando passou o cargo para sua filha Lisa Murkowski.